# 普吕绍
普吕绍是德国梅克伦堡-前波莫瑞州的一个市镇。总面积19.83平方公里，总人口506人，其中男性269人，女性237人（2011年12月31日），人口密度26人/平方公里。